# Manuel Altolaguirre Bolín
Manuel Altolaguirre Bolín   (Màlaga, 29 de juny de 1905 - Burgos, 26 de juliol de 1959) va ser un poeta, guionista i cineasta espanyol, pertanyent a la Generació del 27.

## Biografia
Va néixer en el Limonar Alto, un senyorial barri malagueny, el 29 de juny de 1905, en el si d'una família acomodada, sent fill del jutge d'instrucció, periodista i escriptor Manuel Altolaguirre Álvarez. Va estudiar batxillerat en el col·legi dels jesuïtes Sant Estanislao de Kostka a Màlaga i Dret a la Universitat de Granada, però exercirà durant poc temps com a advocat.
La seva vocació més primerenca va ser la d'impressor i editor. El 1923 col·laboraria en la revista Ambos, al costat de José María Hinojosa i José María Souvirón.[3] El 1926 va crear, al costat d'Emilio Prados, la cèlebre revista Litoral, que va aglutinar a la que seria coneguda com a «Generació del 27». Per la seva dinàmica activitat editorial, Pedro Salinas va dir d'ell que era el "Don Joan de les impremtes".
El 1930, després de la fallida de Litoral, inicia el 1930 la revista «Poesia en Màlaga» en solitari. D'ella sorgeixen cinc nombres, editats els dos últims a París el 1931. Va residir en ciutats diverses, entre elles París o Londres, on es va traslladar el 1934 per seguir estudis d'impremta i va traduir a Mary Shelley, entre altres autors. A Madrid va conèixer a la qual seria la seva esposa, la poetisa Concha Méndez, juntament amb la qual va editar i va publicar, en la col·lecció Héroe i en la revista homònima, llibres i textos fonamentals de poesia, com Razón de amor, de Salinas o La realidad y el deseo, de Cernuda, entre d'altres. Fruit del seu matrimoni al juny de 1932 amb Concha Méndez va tenir una filla, Paloma, que posteriorment va mantenir una profunda amistat amb Luis Cernuda.
Durant la Guerra Civil espanyola, Altolaguirre es converteix en membre de l'Aliança d'Intel·lectuals Antifeixistes i director de la Barraca,
arribant fins i tot a allistar-se a les forces republicanes, realitzant projectes d'impremta i editorials amb finalitats propagandístiques. Malgrat la seva condició com reconegut intel·lectual republicà, a l'agost de 1936, el seu germà Luis Altolaguirre, al costat del seu antic amic el poeta José María Hinojosa, van ser afusellats davant la tàpia del cementiri de Sant Rafael de Màlaga per un grup de milicians anarquistes. Un altre germà del poeta, Federico Altolaguirre, militar i amic de Franco, seria també afusellat mesos després. Aquesta tràgica successió d'esdeveniments i la pròpia guerra el van conduir a un col·lapse emocional després de fugir d'Espanya pels Pirineus el gener de 1939 i ser confinat en un camp de concentració a França. Va ser ingressat en una institució psiquiàtrica durant una setmana, d'on fou rescatat per diversos col·legues, i aconsegueix arribar amb la seva esposa, Concha Méndez, a casa de Paul Eluard. Max Ernst i Pablo Picasso van col·laborar perquè la família viatgés rumb a Amèrica, al març de 1939.
Va viure primer a Cuba, entre 1939 i 1943, anys durant els quals va desenvolupar una intensa activitat editorial, col·laborant en la publicació de revistes com Atentamente, La Verónica, La Pesada, Nuestra España, Espuela de Plata o 1616, entre d'altres. El 1943 es va instal·lar a Mèxic al costat de la seva família. Entorn de 1944 va iniciar una relació amb María Luisa Gómez Mena, amb la qual acabaria casant-se; Gómez Mena era una adinerada dona cubana, mecenes artística, a la qual havia conegut Altolaguirre en arribar a l'Havana el 1939 al costat de la seva dona i la seva filla, i que hi havia estat casada prèviament amb el militar espanyol Francisco Vives Gómez i amb el pintor cubà Mario Carreño. Altolaguirre seguiria mantenint no obstant això una bona relació amb la seva primera esposa. Cap a 1945 va fundar amb l'ajuda econòmica de Gómez Mena l'editorial Illa.
La seva activitat més destacada a Mèxic va ser el cinema. El 1946 va començar a treballar com a guionista, després de ser contractat per la Panamericam Film. El 1950 Altolaguirre va viatjar a Madrid i a Màlaga per reunir-se amb els seus familiars i per saludar a vells amics. A partir de 1952 col·labora en la revista malaguenya Caracola. Aquest mateix any va ser el guionista de Subida al cielo de Luis Buñuel, que, després de participar en el Festival de Cinema de Cannes, va rebre el Premi de la Crítica a París, sent Altoaguirre premiat amb l' "Ariel" a millor guió a Mèxic. Com a productor va treballar en Misericordia, basada en l'obra de Benito Pérez Galdós i en Las estrellas de Carlos Arniches.
Com a guionista i director va signar la pel·lícula El Cantar de los Cantares basada en el comentari de Fray Luis de León, obra que reflectia una profunda preocupació religiosa. El 1959 va tornar de nou a Espanya per presentar-la fora de concurs en el Festival de Cinema de Sant Sebastià. Quan tornava a Madrid de l'estrena a Sant Sebastià, el cotxe que conduïa es va estavellar a Cubo de Bureba, a la província de Burgos. L'acompanyava la seva esposa María Luisa, que va morir en l'acte; ell moriria tres dies després, el 26 de juliol de 1959. En paraules del seu germà, «a un quart de quatre en punt de la tarda […] va expirar. Jo li vaig tancar els ulls. Va morir besant el crucifix que un germà de Sant Joan de Déu li oferia». Només Dámaso Alonso, dels seus companys de generació, va estar present en el seu enterrament. Altolaguirre va ser enterrat en el cementiri de San Justo de Madrid, compartint tomba amb la seva segona dona.

## Obra

### Poesia
És possiblement el poeta més espiritual i intimista de la Generació del 27. En les seves composicions s'observa la petjada de Sant Joan de la Creu, Garcilaso de la Vega, Juan Ramón Jiménez i Pedro Salinas. Encara que la seva producció és breu i desigual, va saber crear un món intimista però ric en matisos. La seva poesia és càlida, cordial, transparent. Canta l'amor, la solitud, la mort, amb tons romàntics. Segons ell, la seva poesia se sent germana menor de la de Salinas. Tret excel·lent de la seva producció és la seva musicalitat, amb predomini dels versos curts i les estrofes d'arrel tradicional.
En la seva obra poètica destaquen:
- Las islas invitadas (1926).
- Poema del agua (1927).
- Ejemplo (1927).
- Alma quieta (1928, inédito)
- Escarmiento (1930).
- Vida poética (1930).
- Lo invisible (1930).
- Amor (1931).
- El héroe (1931).
- Un día (1931).
- Un verso para una amiga (1931).
- Soledades juntas (1931)
- La lenta libertad (1936)[a]
- Las islas invitadas (1936)
- Nube temporal (1939)
- Poemas de las islas invitadas (1944)
- Nuevos poemas de las islas invitadas (1946)
- Fin de un amor (1949).
- Poemas cubanos (1955).
- Poemas en América (1955).

A més, Altolaguirre va publicar un elevat nombre de poemes en diferents revistes, com a Verso y Prosa, Héroe, Litoral, Revista de Occidente o Caracola. Va escriure un llibre de memòries, El caballo griego. La seva activitat literària també es va estendre a la prosa poètica, i inclou nombrosos estudis i articles de crítica literària, articles periodístics i traduccions.

### Teatre
També cal destacar la seva obra de teatral, part d'ella inacabada:
- Saraí (Acto I) (1930).
- Amor de dos vidas. Misterio en un acto y un epílogo (1932).
- Vidas completas (1934, inédito).
- Entre dos públicos (¿1933-34?).
- Castigadme, si queréis (En Vidas Completas).
- Noche y día (1935).
- Amor de madre (1936).
- El triunfo de las Germanías (1937). En colaboración con José Bergamín.
- Tiempo a vista de pájaro (1937).
- Las barcas, 215 (1937, incompleta).
- Ni un solo muerto (1938). Premio Nacional de Teatro 1938.
- Después del escándalo (¿1944-45?, inacabada).
- Un día completo (¿1944-45?, inacabada).
- El argumentista (¿1945?).
- Las viudas del impresor (¿1946?).
- Las maravillas (1958).
- El espacio interior (1958, inacabada).[11]

### Guions de cinema
Menys coneguda és la seva activitat com a guionista de cinema, que va desenvolupar durant la seva estada a Mèxic després de la Guerra Civil espanyola, arribant a col·laborar amb Luis Buñuel en el guió de Subida al cielo (1951). Va col·laborar en al voltant de vint pel·lícules, entre elles:
- La casa de la Troya (1947).
- El rufián dichoso (¿1947?).
- Yo quiero ser tonta (1950). Adaptació de Las estrellas, de Carlos Arniches.
- El puerto de los siete vicios (1951).
- Subida al cielo (1951).
- Golpe de suerte (1954).
- El condenado por desconfiado (1955). Adaptació de l'obra de Tirso de Molina.
- La muñeca negra (1956). Adaptació d'un compte de José Martí.
- Las maravillas (1958). Adaptació de la seva pròpia obra de teatre.
- El Cantar de los Cantares (En la poesía mística española y en el arte religioso mexicano). (1958). Adaptació del Cantar de los Cantares de Fray Luis de León.
- Vuelta al paraíso (1959).